# Волинські воєводи

Волинський воєвода — посада голови Волинського воєводства у Великому князівстві Литовсько-Руському та Речі Посполитій. Існувала протягом 1566–1795 року. Резиденцією воєводи був Луцьк, адміністративний центр воєводства.
| Зображення | Ім'я                               | Роки Життя         | Початок         | Кінець  |
| ---------- | ---------------------------------- | ------------------ | --------------- | ------- |
|            | Януш Костянтинович Острозький      | 1554 — 1620        | (від 1558)      | 1566    |
|            | Олександр Федорович Чорторийський  | пом. 1571          | 1566            | 1571    |
|            | Богуш Корецький                    | 1510 — 19.08.1576, | 1572            | 1576    |
|            | Олександр Костянтинович Острозький | 1570 — 1603        | 1593            | 1603    |
|            | Януш Янушович Заславський          |                    | 1604            | 1629    |
|            | Адам Александр Санґушко            |                    | 1630            | 1653    |
|            | Микола Юрій Чорторийський          |                    | від 1657        |         |
|            | Михайло Юрій Чарторийський         |                    | від 1661        |         |
|            | Миколай Єронім Сенявський          | 1645 — 15.12.1683  | від 1679        |         |
|            | Єжи Ян Мнішек                      | пом. 1693          | 1684            | 1693    |
|            | Ян Станіслав Яблоновський          | 1669 — 28.04.1731  | 1693            | 1697    |
|            | Ян Францішек Стадніцький           |                    |                 | до 1713 |
|            | Атаназій Валентій Мьончиньський    |                    | 25 серпня 1713  | 1723    |
|            | Станіслав Лєдуховський             |                    | 26 березня 1724 | 1726    |
|            | Міхал Потоцький                    |                    | від 1726        |         |
|            | Северин Юзеф Жевуський             | пом. 1754          | 1751            | 1754    |
|            | Франциск Салезій Потоцький         | 1700 — 22.10.1772  | 1755            | 1756    |
|            | Юзеф Оссолінський                  |                    | 1757            | 1775    |
|            | Ієронім Януш Санґушко              |                    | 1775            |         |